# Gummy Bear
Gummibär ou Gummy Bear (Ursinho Gummy em Portugal; Gummy Bear no Brasil) é um personagem internacional multilíngue e artista virtual, conhecido por realizar uma série de músicas relacionadas ao doce de mesmo nome em vários álbuns, incluindo I Am Your Gummy Bear e La La Love to Dance. É mais conhecido pelo videoclipe "I'm A Gummy Bear (The Gummy Bear Song)" ("Ursinho Gummy" em Portugal e "Eu Sou O Gummy Bear" no Brasil), uma canção originalmente criada na Alemanha e editada em vários idiomas. A canção foi apresentada pela primeira vez na Internet, através do YouTube e do Yahoo e rapidamente chegou ao topo das listas de vendas em vários países, tornando-se um sucesso entre os mais jovens. O CD I Am Your Gummy Bear foi posto à venda nas lojas estadunidenses em 13 de novembro de 2007. O sucesso fez com que o personagem lançasse diversas outras músicas e vídeos e, em 2012, um especial de Natal para DVD.

## Popularidade
Como um fenômeno, a popularidade de Gummy é bastante similar à de Crazy Frog, caracterizado pela repetição de letras e canto de melodias cativantes. Variações da música principal do personagem foram lançadas em mais de 25 idiomas, incluindo inglês, português, espanhol, alemão, francês, sueco, húngaro e polonês.
Seus produtos são comercializados por Gummybear International Inc., responsável pela criação, desenvolvimento e marca das animações de Gummibär, assim como conteúdo e produção musical. Estes são produtos audiovisuais (CDs, DVDs, downloads e toques para telefone) e videogames. A empresa está localizada em Nova Jersey, Estados Unidos.
Em junho de 2012, Gummybear International fez um licenciamento e acordo com a fabricante de brinquedos búlgara com base na Grécia, 'Jumbo'. Em 24 de agosto do mesmo ano, a empresa fez um contrato de licenciamento com a gravadora brasileira Som Livre, incluindo acordos sobre produtos e lançamentos em formatos variados.
A série "Gummibär & Friends: The Gummy Bear Show" estreou em junho de 2016 no canal oficial do youtube. Em comemoração ao 10º aniversário de sucessos do personagem, está prevista a estréia de uma versão longa da música "Gummy Bear Song" em uma língua diferente a cada semana de 2017.

## Vídeos
O vídeo original de 30 segundos de "Itt Van A Gumimaci", a versão húngara de "I Am A Gummy Bear", estreou na internet em agosto de 2006. Ele rapidamente se tornou viral, ganhando centenas de milhares de visualizações com esta canção cativante e a popularidade do personagem engraçado aumentou bastante e se espalhou de boca em boca. Uma versão de 30 segundos em inglês foi então criada, o que ajudou a aumentar a popularidade do clipe e as visualizações a dispararem para milhões. No verão de 2007, a versão de um total de 2:30 minutos foi lançada e vem ganhando visualizações e os telespectadores desde então. Todos os dias, os vídeos online de versões da música são vistos mais de 1 milhão de vezes.

## DVDs
- 2009 - Gummibär: I Am Gummy Bear - The Gummibär Video Collection
- 2012 - Gummibär: The Yummy Gummy Search For Santa

### DVDs de Portugal
- 2008 - Ursinho Gummy: O Meu Primeiro DVD
- 2011 - Ursinho Gummy: O DVD!

### DVDs do Brasil
- 2012 - Gummy Bear: Eu Sou O Gummy Bear (Os Clipes do Gummy)
- 2013 - Gummy Bear: Em Busca do Papai Noel

## Elenco
As vozes dos personagens ficaram assim:
- Gummy Bear: Manolo Rey
- Harry (camaleão): Philippe Maia
- Kala (gata): Ana Elena
- Vamp (morcego): Duda Espinoza
- Papai Noel: Élcio Romar
- Rena do Focinho Azul: Ronaldo Júlio
- Duende: Júlio Chaves

- Vozes Adicionais: Bruna Laynes, Jorge Lucas e Thadeu Matos

## Versões Internacionais
Gummy tem várias versões da sua música-tema. As versões são nas seguintes línguas:
- Húngaro (versão original) ("Itt Van A Gumimaci")
- Português (Portugal - "Ursinho Gummy") (Brasil - "Eu Sou O Gummy Bear")
- Alemão  ("Ich Bin Dein Gummibär")
- Checo ("Jsem Pouze Z Gumy Méďa")
- Eslovaco  ("Ja Som Len Z Gumy Macko")
- Espanhol ("Yo Soy Tu Gominola")
- Estoniano ("Kummipea")
- Francês ("Je M'Appelle Funny Bear")
- Hebraico ("Ani Gami Ber" "אני גאמי בר")
- Russo ("Я Мишка Гумми Бер" "Ya Mishka Gummy Bear")
- Spanglish ("Yo Soy Tu Gummy Bear")
- Sueco ("Jag Är En Gummibjörn")
- Irlandês ("Is Misé an Gummy Bear")
- Grego ("Θα 'Μαι Καλό Παιδί" "Tha 'Mai Kaló Paidí")
- Holandês ("Ik Ben Een Gummibeer")
- Polonês  ("Gummi Miś")
- Suaíli ("O Mimi Gammy Dubu")

## Discografia

### Singles
- 2007: I'm A Gummy Bear (The Gummy Bear Song)
- 2007: You Know It's Christmas (Sabes Que È Natal)
- 2010: Mr. Mister Gummibar (Mister Gummy!)
- 2010: It's A Great Summer (Vamos para a Praia)
- 2012: Bubble Up (Bolha De Sabao)
- 2012: Gummy Style
- 2013: Gummy Twist
- 2013: Booty Twerk
- 2013: Wati Wati Wu
- 2013: Monster Mash
- 2013: Xmas Town
- 2014: Gummy Bomba
- 2014: KikiRiki
- 2015: Lullaby
- 2015: Woof There It Is!
- 2015: Wiggle Wiggle
- 2018: Dame La Gomita
- 2020: Cotton Eye Joe
- 2020: I'm A Scatman
- 2020: The Gummy Bear Song (Tropical Party Club Mix)
- 2021: I Am A Wellerman (The Wellerman Song)

### Álbuns
- 2007: I Am Your Gummy Bear
- 2008: Sou O Ursinho Gummy
- 2009: Dança Com O Gummy!
- 2010: La La Love to Dance
- 2015: Party Pop
- 2019: The Gummy Bear Album
- 2020: Gummy Bear Album 2020
- 2021: Holiday Fun Time

### EPs
- 2007: The Gummy Bear Song International Club Mixes
- 2007: I'm a Gummy Bear (The Gummy Bear Song) (Eu Sou Ursinho Gummy)
- 2007: I'm Your Funny Bear
- 2008: Cho Ka Ka O (Choco Cacao)
- 2009: Nuki Nuki (The Nuki Song) (Chucha Chucha)
- 2010: Go For The Goal (The World Cup Song) (Marca Golo)
- 2011: Christmas Jollies
- 2019: I am Bear